# Rjukandefossen
Le Rjukandefossen est une cascade composée de deux chutes d'eau d'une hauteur d'environ 18 mètres située à proximité du village de Tuv, dans la municipalité d'Hemsedal dans le comté de Buskerud en Norvège.
Le Rjukandefossen prend sa source dans le Mørkedøla, un bassin dans le versant qui contient une grande partie des réserves d'eau liées à la fonte de neige.
Un pont suspendu est situé à environ 100 mètres de la chute d'eau et permet de traverser la rivière.